# Justin, a hős lovag
A Justin, a hős lovag (eredeti cím: Justin y la espada del valor) 2013-ban bemutatott spanyol 3D-s számítógépes animációs film, rendezője Manuel Sicilia, a producerei Marcelino Almansa, Antonio Banderas, Kerry Fulton, Ralph Kamp és Kandor Graphics, az írói Matthew Jacobs és Manuel Sicilia, a zeneszerzője Ilan Eshkeri. A mozifilm az  Aliwood Mediterráneo Producciones, a Kandor Graphics és az Out Of The Box Features gyártásában készült, az Entertainment One, és Sony Pictures Entertainment forgalmazta. Műfaját tekintve kalandfilm, fantasyfilm és filmvígjáték. 
Spanyolországban 2013. szeptember 20-án mutatták be, Magyarországon 2013. november 14-én.
A történet egy Justin nevű fiúról szól, aki lovag akar lenni, mint nagyapja, Sir Roland.

## Cselekmény
Justin egy olyan királyságban él, ahol bürokratikus szabályok irányítják a lakosok életét. A bátor és hősies lovagok ideje már régen elmúlt. Justin arról álmodik, hogy olyan nagyszerű lovag lesz, mint amilyen néhai nagyapja volt egykor. Justin apja, Reginald, a királynő tanácsadója és ügyvédje azt akarja, hogy Justin az ő nyomdokaiba lépjen, és ügyvéd legyen.
Miután beszél a nagyanyjával, aki bátorítja őt a vágyában, és átadja neki a nagyapjától kapott aranykulcsot, Justin elindul a királyságon keresztül – apja akarata ellenére. Teljesíteni akarja nagy álmát, és lovaggá akar válni. Elhatározza azt is, hogy megkeresi nagyapja elveszett kardját. Megáll, hogy meglátogassa élete szerelmét, Larát, aki véletlenül egy zoknit dob neki. Azt hiszi, hogy ez a lány búcsúajándéka. Útközben találkozik Taliával, egy étterem bátor és erős pincérnőjével. Ott találkozik Melchidares varázslóval, aki megmutatja neki az utat. Hosszas keresés után megtalálja a tornyot, ahol egy lovag, egy varázsló és egy szerzetes él: nagyapja legjobb barátai. Elmondja, hogy lovagnak készül, de a varázsló hazaküldi, mert az „túl veszélyes”. 
Visszatér Lara 16 éves partijára, és megpróbálja megmenteni őt az emberrablóktól, akik egy olyan lordot szolgálnak, aki újra akarja teremteni a lovagiasságot. Taliával együtt próbálják kiszabadítani Larát. 
A végén Justin egy hatalmas malomkeréken harcol a férfival, akiről kiderül, hogy megölte a nagyapját. Justinnak sikerül visszaszereznie nagyapja kardját, a gonosz pedig a mélybe zuhan. 
Az utolsó jelenetben a királynő lovaggá üti, apja pedig aláírja a törvényt. Justin visszaadja Lara zokniját, de a lány azt hiszi, hogy a férfi feleségül akarja venni, és az egész templom előtt zavarba hozza. Ezután Justin megkéri Talia kezét, amit a lány elfogad.

## Szereplők
| Szereplő                     | Eredeti hang     | Magyar hang       |
| ---------------------------- | ---------------- | ----------------- |
| Justin                       | Freddie Highmore | Fehér Tibor       |
| Talia                        | Saoirse Ronan    | Csifó Dorina      |
| Lara                         | Tamsin Egerton   | Sipos Eszter Anna |
| Sir Csilivill                | Antonio Banderas | Varga Gábor       |
| Királynő                     | Olivia Williams  | Solecki Janka     |
| Braulio                      | Barry Humphries  | Harsányi Gábor    |
| Varkocs lovag                | James Cosmo      | Rosta Sándor      |
| Legantir                     | Charles Dance    | Tahi Tóth László  |
| Lili nagyi                   | Julie Walters    | Szabó Éva         |
| Melkiádész / Karoliusz       | David Walliams   | Kerekes József    |
| Herkules                     | Mark Strong      | Kőszegi Ákos      |
| Reginald, az ügyvéd          | Alfred Molina    | Fazekas István    |
| Boszorkány                   | Angela Lansbury  | Halász Aranka     |
| Igor, a kidobó               | Lloyd Hutchinson | Törköly Levente   |
| Sota                         | Rupert Everett   | Láng Balázs       |
| Boszorkány                   | Angela Lansbury  | Galambos Erzsi    |
| Copas                        | Stephen Hughes   | Elek Ferenc       |
| Sebastian                    | Michael Culkin   | Bácskai János     |
| További magyar hangok:       |                  |                   |
| Kapácsy Miklós, Pálfai Péter |                  |                   |

## Fordítás
- Ez a szócikk részben vagy egészben  a   Justin – Völlig verrittert! című német Wikipédia-szócikk fordításán alapul.  Az eredeti cikk szerkesztőit annak laptörténete sorolja fel. Ez a jelzés csupán a megfogalmazás eredetét és a szerzői jogokat jelzi, nem szolgál a cikkben szereplő információk forrásmegjelöléseként.